# 酒巻古墳群
酒巻古墳群（さかまきこふんぐん）は、埼玉県行田市酒巻に存在する古墳群である。現在はすべて消失または埋没し、田畑となっている。
座標: 北緯36度11分20秒 東経139度26分57秒 / 北緯36.18889度 東経139.44917度

## 概要
前方後円墳3基、円墳20基の、合計23基。この他に存在すると言われている未確認のものが1基ある。5世紀末から7世紀初頭の築造とされている。
ほぼすべての古墳が水田面下に埋没した状態で散在している。地元の人は「飛び島地」と呼び、墳頂部をならして畑として利用していた。
酒巻古墳群の存在する行田市酒巻地区は、加須低地に位置している。この加須低地は関東造盆地運動により、利根川からの河川堆積物を受けて徐々に沈降しているため、古墳群の墳丘自体も沈降している。1964年（昭和39年）に斎条古墳群の発掘調査を行う時点で、斎条5号墳が地表から1-1.5メートルの深さまで埋没していたことから、酒巻古墳群も同じように沈降してしまったと考えられる。
1983年（昭和58年）、さすなべ排水路の改修工事と県営かんがい排水整備事業が行田市酒巻地区にて実施されることになり、それにより工事より先に発掘調査を実施する運びとなった。1983年（昭和58年）から1988年（昭和63年）までの調査により、23基の古墳の概要が判明した。

## 古墳
- 酒巻1号墳 - 前方後円墳
  - 全長46メートル、前方部幅28メートル。6世紀後半の築造。1号墳のみが畑として現存していた。後円部に胴張り式の石室が2つある。石室から7世紀中頃の須恵器が出土。
- 酒巻2号墳 - 円墳
  - 横穴式石室がある。
- 酒巻3号墳 - 円墳
  - 胴張り式の石室がある。
- 酒巻4号墳 - 円墳
- 酒巻5号墳 - 円墳
  - 胴張り式の石室で7世紀の築造。1961年に調査が行われた際には「野畑古墳（のばたこふん）」と命名された（その後に改称）。
- 酒巻6号墳 - 前方後円墳
  - 横穴式石室で6世紀後半の築造。
- 酒巻7号墳 - 円墳
- 酒巻8号墳 - 前方後円墳
  - 全長27メートル。6世紀後半の築造。
- 酒巻9号墳 - 円墳
- 酒巻10号墳 - 円墳
  - 径9メートル。幅2.5メートルの周壕がある。埋葬施設が竪穴式石室と木棺直葬の2つ確認されている。6世紀前半の築造。
- 酒巻11号墳 - 円墳
  - 径14メートル。縦3メートル、横1メートルの石室が確認されている。6世紀後半の築造。
- 酒巻12号墳 - 円墳
  - 径11メートル。幅2.5メートルの周壕がある。6世紀前半の築造。
- 酒巻13号墳 - 円墳
  - 6世紀前半の築造。
- 酒巻14号墳 - 円墳・直径42メートル

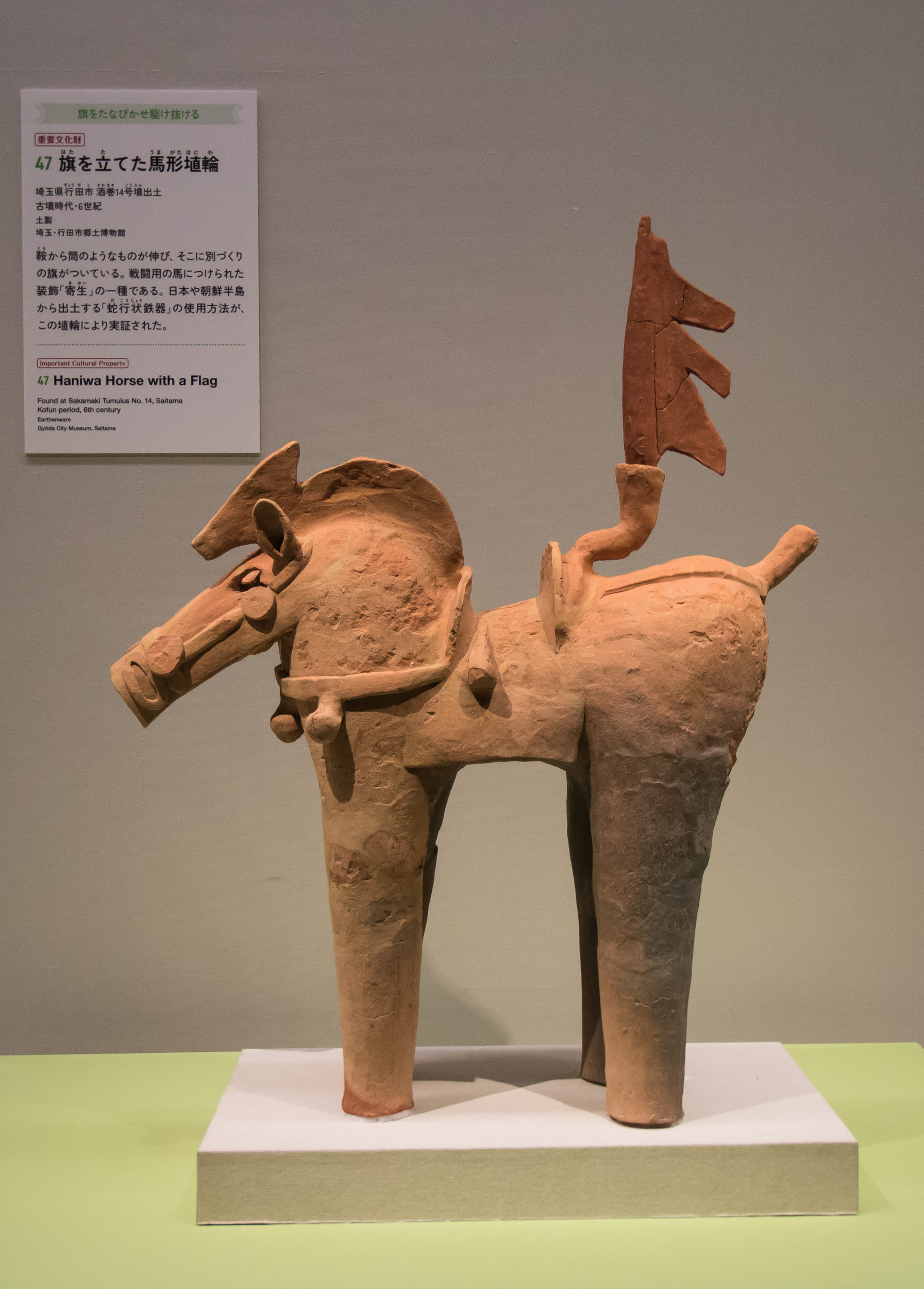
酒巻14号墳出土「旗を立てた馬型埴輪」重要文化財

- - 1986年の調査で、地表から1.3メートルほど埋没した状態で発見された。6世紀末の築造。円筒埴輪78体、朝顔形埴輪2体、人物埴輪10体、馬形埴輪4体、器財形埴輪22体が出土した。ただし、その他の遺物はきわめて少ない。遺物からは当時の朝鮮半島との交流を示すものが多く発見されている。人物埴輪No.9「力士」（高さ94センチメートル）は円領の衣服をまとい、腰紐に鈴をつけた褌（ふんどし）を着用しているという珍しい容姿をしており、これは韓国にある古墳の壁画にのみ見られていたものである（褌を着用した埴輪は日本国内で7例あるが、いずれも裸体に褌である）。また、馬形埴輪「旗を立てた馬（高さ75センチメートル）」は鞍の後ろにパイプ状の蛇行状鉄器があり、このような形での発掘は、現在日本で唯一のものである（それまでは蛇行状鉄器は使い道がはっきりしていなかった）。朝鮮半島の高句麗の古墳の壁画に同じような表現があることが分かっている。
  - これらの埴輪は「埼玉県酒巻14号墳出土埴輪 95点」として、2007年（平成19年）6月8日に国の重要文化財（考古資料）に指定された[2]。
- 酒巻15号墳 - 前方後円墳
  - 全長34.2メートル、前方部幅14.5メートル、後円部径10.2メートル。6世紀後半の築造。地表から0.9メートルほど埋没しており、養殖池の埋め立て工事により偶然発見された。短冊形横穴式石室がある。酒巻15号墳から出土した形象埴輪は、2007年3月16日、埼玉県の有形文化財（考古資料）に指定された。
- 酒巻16号墳 - 円墳
  - 径（東西方向）10.55メートル。6世紀前半の築造。
- 酒巻17号墳 - 円墳
  - 径（南北方向）9.8メートル。6世紀前半の築造。
- 酒巻18号墳 - 円墳
  - 径（東西方向）11.68メートル。
- 酒巻19号墳 - 円墳
  - 6世紀中頃の築造。
- 酒巻20号墳 - 円墳
  - 6世紀前半の築造。
- 酒巻21号墳 - 円墳
  - 径27メートル。二室構造をもつ胴張り式横穴式石室があるほか、埴輪や須恵器が出土、6世紀中頃の築造。
- 酒巻22号墳 - 円墳
  - 6世紀中頃の築造。
- 酒巻23号墳 - 円墳
  - 6世紀中頃の築造。